# MOL Comfort
El MOL Comfort fue un buque portacontenedores de tipo post-Panamax con bandera de las Bahamas construido en 2008 y fletado por Mitsui OSK Lines. El buque fue botado en 2008 como APL Russia y navegó con ese nombre hasta 2012, cuando el barco pasó a llamarse MOL Comfort. El 17 de junio de 2013, se partió en dos a unas 200 millas náuticas (370 km; 230 mi) de la costa de Yemen. La sección de popa se hundió el 27 de junio y la sección de proa, tras haber sido destruida por el fuego, el 11 de julio.

## Hundimiento
El 17 de junio de 2013, el MOL Comfort sufrió una grieta en el centro del barco debido al mal tiempo a unas 200 millas náuticas (370 km; 230 mi) de la costa de Yemen y finalmente se partió en dos después tras el esfuerzo de arrufo y quebranto y se hundió. El buque se encontraba en ruta desde Singapur a Yeda, Arabia Saudita, con una carga de 4.382 contenedores equivalentes a 7.041 contenedores TEU. La tripulación de 26 personas (14 filipinos, un ucraniano y 11 rusos) abandonó el barco y fue rescatada de dos balsas salvavidas y un bote salvavidas por otros tres buques portacontenedores, el buque portacontenedores de bandera alemana Yantian Express de Hapag-Lloyd, el Hanjin Beijing de bandera panameña de la ahora extinta Hanjin Shipping y el ZIM India de ZIM, que navegaba bajo bandera británica. Estos buques fueron desviados al lugar del incidente por ICG Mumbai de la guardia costera de la India. Después de la falla estructural, ambas secciones permanecieron a flote con la mayor parte de la carga intacta y comenzaron a desplazarse en dirección este-noreste. Se contrató a Smit Salvage Singapore para remolcar las secciones hasta un lugar seguro.
El 24 de junio, cuatro remolcadores de alta mar llegaron al lugar y comenzaron a remolcar la sección de proa hasta un lugar seguro. Antes de que pudieran comenzar las operaciones de salvamento de la sección de popa, se informó de una entrada de agua el 26 de junio. Al día siguiente, la popa se hundió en 14°26′N 66°26′E a una profundidad de 4.000 metros (13.000 pies). Más tarde se confirmó que algunos de los aproximadamente 1.700 contenedores a bordo flotaban cerca del lugar. Si bien no se informó de ninguna fuga importante de petróleo, se dijo que la sección de popa contenía alrededor de 1.500 toneladas de combustible.
El 2 de julio, el remolque de la sección de proa se soltó debido al mal tiempo, pero el cabo de remolque se volvió a conectar al día siguiente. El 6 de julio, se produjo un incendio en la parte trasera de la sección de proa. Incapaces de controlar el incendio debido al mal tiempo, los buques de salvamento solicitaron ayuda al barco patrullero de la Guardia Costera india Samudra Prahari con equipo de extinción de incendios externo. Para el 10 de julio, la mayoría de los 2.400 contenedores a bordo habían sido destruidos por el fuego. La sección de proa dañada se hundió la noche siguiente a 19°56′N 65°25′E a una profundidad de 3.000 metros (9.800 pies) con lo que quedaba de la carga y 1.600 toneladas métricas de fueloil en los tanques. No se informó de ningún derrame aparte de una fina película de petróleo en la superficie. Se desconoce la causa del incendio.
Se desconoce la causa exacta del accidente. El 4 de julio, Mitsui OSK Lines designó a Lloyd's Register para que apoyara las investigaciones sobre la causa del incidente. Como medida de precaución, los buques gemelos del MOL Comfort fueron retirados de la misma ruta y se modernizarán sus estructuras de casco para aumentar la resistencia longitudinal. Además, se implementarán cambios operativos para reducir la tensión en los cascos de los buques.
El hundimiento del MOL Comfort costó a las aseguradoras entre 300 y 400 millones de dólares en reclamaciones. El casco y la maquinaria del buque estaban asegurados por 66 millones de dólares. En diciembre de 2014, las aseguradoras (Tokio Marine & Nichido Fire Insurance Co.) se encontraban entre las 100 compañías, incluida Mitsui OSK Lines Ltd., que habían presentado demandas contra MHI, supuestamente con el argumento de que el accidente y la consiguiente pérdida del buque y la carga se debió a un defecto de diseño del carguero.
Actualmente la pérdida de los 4.293 contenedores a bordo es la mayor cantidad de contenedores perdidos en un solo evento.